# 평원밭쥐
평원밭쥐(Lasiopodomys fuscus)는 비단털쥐과에 속하는 설치류의 일종이다. 중국에서만 발견된다. 자연 서식지는 온대 초원 지역이다.